# 陳志發
陳志發（英語：Steve Chan Chi Fat，1989年12月16日—）是一名香港男導演、編劇和監製。他於2016年首度執導電影《點五步》便獲得第36屆香港電影金像獎「新晉導演」獎提名。現時除了參與電影工作外，還為香港電視娛樂拍攝電視劇集與綜藝節目。

## 背景
陳志發早年在新界大埔大元邨泰榮樓長大。他由小學至中三的成績一向表現差劣，只有在就讀英文小二時得到一次合格記錄。陳志發就讀小一時已被學校要求留班，因其父親每年都向校長提出不留班的請求，所以他才得以升班。但他在小四時因成績未達標而留班一年。陳志發於2002年畢業於孔教學院三樂周𠖳桅學校，升中後曾有一段時間沉迷網上遊戲。又曾迷上剛柔流空手道運動，奪得2005年度全港青少年空手道大賽「男童 16 - 17 自由組手」季軍。
之後，陳志發在2007年畢業於大埔官立中學中五年級。在校時曾獲得2006至2007年度獅球教育基金會「最佳進步獎2007」。當時他在就讀中四期間一度發奮，並參加了補習班。結果他在香港中學會考中取得11分的成績兼全部科目及格。陳志發在中五畢業後到香港專業教育學院報讀多媒體設計及數碼娛樂高級文憑。而且跟隨著名音樂錄像導演累積多媒體創作經驗。他後來在2012年畢業於香港浸會大學傳理學院電影學院，主修電影，期間曾於2011年參與學姊劉佩玥的畢業作品《167殺手》。畢業後於2012年至2013年在無綫電視任職節目導演。另外，亦負責過剪接、設計動畫和拍攝廣告的工作。2016年，他獲香港電視娛樂邀請拍攝劇集《三一如三》。其後一直與電視台合作至今。
2017年，陳志發憑其執導及撰寫劇本的電影《點五步》獲得第36屆香港電影金像獎「新晉導演」獎提名。該齣電影為商務及經濟發展局創意香港第一屆「首部劇情電影計劃」大專組的兩部優勝電影作品的其中之一，由香港政府電影發展基金撥款200萬港元資助落實得獎電影計劃的拍攝過程。而其作品更獲選為2016年第四十屆香港國際電影節的參展電影之一。觀眾的反應熱烈，電影首映的門票也極速售罄。2018年，陳志發獲香港浸會大學頒發傑出傳理人獎。

## 導演/監製作品

### 電視劇（香港電視娛樂）
| 首播   | 節目名稱       | 類型         | 備註           |
| 2016年 | 《三一如三》   | 處境劇、都市 | 擔任監製、導演 |
| 2017年 | 《短暫的婚姻》 | 都市、愛情   | 擔任監製、導演 |
| 2019年 | 《教束》       | 都市、校園   | 擔任監製       |

### 電影
- 2016年：《點五步》（導演、編劇和剪輯）

### 綜藝節目
- 2016年：《誰偷走我的...工人姐姐》（第1及2集）

### 音樂錄像
- 2017年：陳奕迅 ─ 《放》
- 2018年：第37屆香港電影金像獎頒獎典禮主題曲《不死》[19]

## 節目嘉賓
- 2016年：視點31（第132集、香港電台）

## 外部連結
- 陳志發的Facebook專頁
- 陳志發將經歷投射《點五步》　堅信「就算失望，不能絕望」，香港01，2016年8月7日 （页面存档备份，存于）
- 同聲同氣的啟蒙 陳志發，WA!GAZINE，2015年5月8日 （页面存档备份，存于）